# Drgalnica
Drgalnica (Oscillatoria) – rodzaj jednokomórkowych lub kolonijnych sinic, należących do klasy Cyanophyceae, rzędu Oscillatoriales. Ich cechą charakterystyczną, dzięki której zawdzięczają swą nazwę, jest oscylacyjny ruch ich nici: jednym końcem przyczepione są do podłoża, natomiast drugi wykonuje miarowe, wahadłowe ruchy.

## Budowa
Komórki drgalnicy mają kształt cylindryczny lub dyskowaty – zawsze krótsze niż szerokie, tworzą jednakobiegunowe nici (w formie trychomu, praktycznie bez otaczającej pochwy, która może powstawać jedynie wyjątkowo, co zaobserwowano w warunkach hodowli) występujące pojedynczo lub w skupieniach. Mogą tworzyć watowate skupienia – maty. Trychomy o szerokości 8–60 μm, proste lub lekko zakrzywione. Krańcowe komórki zaokrąglone. Nie tworzą rozgałęzień, nawet rzekomych.
Barwa sina (niebieskozielona), brązowawa lub różowawa.
Nie tworzą heterocyst, czyli komórek wyspecjalizowanych w wiązaniu azotu z atmosfery, aerotopów, czyli wodniczek gazowych, ani akinet, ale możliwa jest granulacja. Tylakoidy zwinięte nieregularnie.

## Rozmnażanie
Rozmnażają się przez hormogonia.

## Występowanie
Drgalnice występują na powierzchniach wilgotnych, podmokłych i w zbiornikach wodnych. Można je znaleźć w gnijącym mule i wodach zanieczyszczonych i zasolonych. Rodzaj kosmopolityczny, choć niektóre gatunki mają ograniczony geograficznie zasięg.